# Крижишће (Краљевица)
Крижишће (хрв. Križišće) је насељено место у граду Краљевица, Приморско-горанска жупанија, Хрватска.

## Историја
До територијалне реорганизације у Хрватској било је у саставу старе општине Ријека.

## Становништво
У попису становништва из 2011. године, Крижишће је имало 85 становника.
`
| Број становника према пописима | Број становника према пописима | Број становника према пописима | Број становника према пописима | Број становника према пописима | Број становника према пописима | Број становника према пописима | Број становника према пописима | Број становника према пописима | Број становника према пописима | Број становника према пописима | Број становника према пописима | Број становника према пописима | Број становника према пописима | Број становника према пописима | Број становника према пописима |
| ------------------------------ | ------------------------------ | ------------------------------ | ------------------------------ | ------------------------------ | ------------------------------ | ------------------------------ | ------------------------------ | ------------------------------ | ------------------------------ | ------------------------------ | ------------------------------ | ------------------------------ | ------------------------------ | ------------------------------ | ------------------------------ |
| 1857                           | 1869                           | 1880                           | 1890                           | 1900                           | 1910                           | 1921                           | 1931                           | 1948                           | 1953                           | 1961                           | 1971                           | 1981                           | 1991                           | 2001                           | 2011                           |
| 32                             | 38                             | 56                             | 79                             | 118                            | 119                            | 115                            | 175                            | 88                             | 89                             | 88                             | 98                             | 88                             | 86                             | 99                             | 85                             |

Напомена: Године 1991. смањен за део подручја насеља који је припојен насељу Мали Дол. За тај издвојен део садржи податке до 1971.